# EC Wilhelmshaven
EC Wilhelmshaven – niemiecki klub hokejowy z siedzibą w Wilhelmshaven. W sezonie 2006/2007 występuje w 2. Bundeslidze. Klub jest kontynuatorem tradycji zespołu EC Wilhelmshaven-Stickhausen.
Zawodnikami klubu byli Aleksandr Aleksiejew, Eduard Lewandowski, Vladimír Búřil, Wiktar Karaczun, Robert Kwiatkowski.